# Championnat d'Europe masculin de volley-ball 1987
Navigation
Pays-Bas 1985 Suède 1989
Le 15e championnat d'Europe masculin de volley-ball s'est déroulé du 25 septembre au 3 octobre 1987 à Gand (Belgique).

## Équipes présentes
- Belgique (Organisateur)
- URSS (Vainqueur du Championnat d'Europe 1985)
- Tchécoslovaquie (2e au Championnat d'Europe 1985)
- France (3e au Championnat d'Europe 1985)
- Grèce
- Italie

- Yougoslavie
- Pays-Bas
- Roumanie
- Espagne
- Suède
- Bulgarie

## Tour préliminaire

### Composition des groupes
| Poule A                                                           | Poule B                                                           |
| ----------------------------------------------------------------- | ----------------------------------------------------------------- |
| Site : Auderghem URSS France Italie Yougoslavie Pays-Bas Roumanie | Site : Genk Belgique Bulgarie Tchécoslovaquie Grèce Espagne Suède |

### Poule A
| No | Équipe      | Points | Matches | Matches | Matches | Sets | Sets   | Sets  | Points | Points | Points |
| No | Équipe      | Points | joués   | gagnés  | perdus  | pour | contre | Ratio | pour   | contre | Ratio  |
| -- | ----------- | ------ | ------- | ------- | ------- | ---- | ------ | ----- | ------ | ------ | ------ |
| 1  | URSS        | 10     | 5       | 5       | 0       | 15   | 4      | 3.750 | 258    | 174    | 1.483  |
| 2  | France      | 9      | 5       | 4       | 1       | 13   | 4      | 3.250 | 242    | 167    | 1.449  |
| 3  | Pays-Bas    | 7      | 5       | 2       | 3       | 9    | 9      | 1.000 | 223    | 199    | 1.121  |
| 4  | Yougoslavie | 7      | 5       | 2       | 3       | 6    | 11     | 0.545 | 174    | 230    | 0.757  |
| 5  | Italie      | 6      | 5       | 1       | 4       | 8    | 13     | 0.615 | 246    | 268    | 0.918  |
| 6  | Roumanie    | 6      | 5       | 1       | 4       | 4    | 14     | 0.286 | 150    | 255    | 0.588  |

### Poule B
1. ↑  Le joueur suédois Bjorn Hakkan a subi un test positif au contrôle antidopage, le résultat était de 1-3 pour la Suède (16:14, 4:15, 8:15, 6:15), le résultat officiel entériné est de 3-0 (15:0, 15:0, 15:0) pour la Belgique.

| No | Équipe          | Points | Matches | Matches | Matches | Sets | Sets   | Sets  | Points | Points | Points |
| No | Équipe          | Points | joués   | gagnés  | perdus  | pour | contre | Ratio | pour   | contre | Ratio  |
| -- | --------------- | ------ | ------- | ------- | ------- | ---- | ------ | ----- | ------ | ------ | ------ |
| 1  | Suède           | 9      | 5       | 4       | 1       | 12   | 7      | 1.714 | 212    | 219    | 0.968  |
| 2  | Grèce           | 9      | 5       | 4       | 1       | 13   | 8      | 1.625 | 271    | 223    | 1.215  |
| 3  | Tchécoslovaquie | 8      | 5       | 3       | 2       | 13   | 9      | 1.444 | 263    | 253    | 1.040  |
| 4  | Belgique        | 7      | 5       | 2       | 3       | 10   | 9      | 1.111 | 234    | 204    | 1.147  |
| 5  | Bulgarie        | 7      | 5       | 2       | 3       | 9    | 10     | 0.900 | 238    | 224    | 1.062  |
| 6  | Espagne         | 5      | 5       | 0       | 5       | 1    | 15     | 0.067 | 142    | 237    | 0.599  |

## Demi-finales

### Classement 9-12
|  | Tour de classement | Tour de classement |           |   | 9e place        | 9e place        |
|  | Tour de classement | Tour de classement |           |   | 9e place        | 9e place        |
|  |                    |                    |           |   |                 |                 |
|  | Genk, 2 octobre    | Genk, 2 octobre    |           |   | Genk, 3 octobre | Genk, 3 octobre |
|  | Genk, 2 octobre    | Genk, 2 octobre    |           |   | Genk, 3 octobre | Genk, 3 octobre |
|  | Italie             | 3                  |           |   | Genk, 3 octobre | Genk, 3 octobre |
|  | Italie             | 3                  |           |   | Genk, 3 octobre | Genk, 3 octobre |
|  | Espagne            | 1                  |           |   | Genk, 3 octobre | Genk, 3 octobre |
|  | Espagne            | 1                  | Italie    | 3 |                 |                 |
|  | Genk, 2 octobre    |                    | Italie    | 3 |                 |                 |
|  |                    | Roumanie           | 0         |   |                 |                 |
|  | Roumanie           | Roumanie           | 0         | 3 |                 |                 |
|  | Roumanie           |                    |           | 3 |                 |                 |
|  | Bulgarie           | 0                  |           |   |                 |                 |
|  | Bulgarie           | 0                  | 11e place |   |                 |                 |
|  |                    |                    |           |   |                 |                 |
|  | Genk, 3 octobre    |                    |           |   |                 |                 |
|  |                    |                    |           |   |                 |                 |
|  | Bulgarie           | 3                  |           |   |                 |                 |
|  | Bulgarie           | 3                  |           |   |                 |                 |
|  | Espagne            | 0                  |           |   |                 |                 |
|  | Espagne            | 0                  |           |   |                 |                 |

### Classements 5-8
|  | Tour de classement | Tour de classement |          |   | 5e place        | 5e place        |
|  | Tour de classement | Tour de classement |          |   | 5e place        | 5e place        |
|  |                    |                    |          |   |                 |                 |
|  | Genk, 2 octobre    | Genk, 2 octobre    |          |   | Genk, 3 octobre | Genk, 3 octobre |
|  | Genk, 2 octobre    | Genk, 2 octobre    |          |   | Genk, 3 octobre | Genk, 3 octobre |
|  | Yougoslavie        | 2                  |          |   | Genk, 3 octobre | Genk, 3 octobre |
|  | Yougoslavie        | 2                  |          |   | Genk, 3 octobre | Genk, 3 octobre |
|  | Tchécoslovaquie    | 3                  |          |   | Genk, 3 octobre | Genk, 3 octobre |
|  | Tchécoslovaquie    | 3                  | Pays-Bas | 3 |                 |                 |
|  | 2 octobre          |                    | Pays-Bas | 3 |                 |                 |
|  |                    | Tchécoslovaquie    | 0        |   |                 |                 |
|  | Pays-Bas           | Tchécoslovaquie    | 0        | 3 |                 |                 |
|  | Pays-Bas           |                    |          | 3 |                 |                 |
|  | Belgique           | 2                  |          |   |                 |                 |
|  | Belgique           | 2                  | 7e place |   |                 |                 |
|  |                    |                    |          |   |                 |                 |
|  | Genk, 3 octobre    |                    |          |   |                 |                 |
|  |                    |                    |          |   |                 |                 |
|  | Yougoslavie        | 0                  |          |   |                 |                 |
|  | Yougoslavie        | 0                  |          |   |                 |                 |
|  | Belgique           | 3                  |          |   |                 |                 |
|  | Belgique           | 3                  |          |   |                 |                 |

### Classements 1-4
|  | Demi-finales     | Demi-finales    |                        |   | Finale          | Finale          |
|  | Demi-finales     | Demi-finales    |                        |   | Finale          | Finale          |
|  |                  |                 |                        |   |                 |                 |
|  | Gand, 2 octobre  | Gand, 2 octobre |                        |   | Gand, 3 octobre | Gand, 3 octobre |
|  | Gand, 2 octobre  | Gand, 2 octobre |                        |   | Gand, 3 octobre | Gand, 3 octobre |
|  | France           | 3               |                        |   | Gand, 3 octobre | Gand, 3 octobre |
|  | France           | 3               |                        |   | Gand, 3 octobre | Gand, 3 octobre |
|  | Suède            | 0               |                        |   | Gand, 3 octobre | Gand, 3 octobre |
|  | Suède            | 0               | Union soviétique       | 3 |                 |                 |
|  | Gand, 2 octobre  |                 | Union soviétique       | 3 |                 |                 |
|  |                  | France          | 1                      |   |                 |                 |
|  | Union soviétique | France          | 1                      | 3 |                 |                 |
|  | Union soviétique |                 |                        | 3 |                 |                 |
|  | Grèce            | 0               |                        |   |                 |                 |
|  | Grèce            | 0               | Match pour la 3e place |   |                 |                 |
|  |                  |                 |                        |   |                 |                 |
|  | Gand, 3 octobre  |                 |                        |   |                 |                 |
|  |                  |                 |                        |   |                 |                 |
|  | Grèce            | 3               |                        |   |                 |                 |
|  | Grèce            | 3               |                        |   |                 |                 |
|  | Suède            | 2               |                        |   |                 |                 |
|  | Suède            | 2               |                        |   |                 |                 |

## Palmarès
| Place              | Équipe          |
| ------------------ | --------------- |
| Médaille d'or      | URSS            |
| Médaille d'argent  | France          |
| Médaille de bronze | Grèce           |
| 4                  | Suède           |
| 5                  | Pays-Bas        |
| 6                  | Tchécoslovaquie |
| 7                  | Belgique        |
| 8                  | Yougoslavie     |
| 9                  | Italie          |
| 10                 | Roumanie        |
| 11                 | Bulgarie        |
| 12                 | Espagne         |